# Ибн Исхак аль-Туниси
Абу аль-Аббас ибн Исхак ат-Тамими ат-Туниси (араб. ابن اسحاق التونسي‎) — тунисский астроном XIII века, автор важного зиджа, который открыл новую астрономическую традицию в Магрибе на века вперёд.
О жизни Ибн Исхака известно крайне мало. Помимо его незавершённого зиджа, единственная информация о нём исходит от североафриканских учёных Ибн Халдуна и Ибн аль-Банны, которые упоминают, что он был активен в Марракеше, а также в его родном Тунисе. Из его имени можно предположить, что он принадлежал к племени Бану Тамим.
Астрономические таблицы Ибн Исхака сохранились лишь в недавно обнаруженной рукописи, отредактированной поздним автором. Этот анонимный автор, по-видимому, завершил работу, добавив каноны для таблиц. Работа была частично основана на оригинальных наблюдениях самого Ибн Исхака и его современника, еврейского астронома из Сицилии, а также на андалузских источниках, включая труды аз-Заркали, аль-Джайяни и других.